# Astrogeología

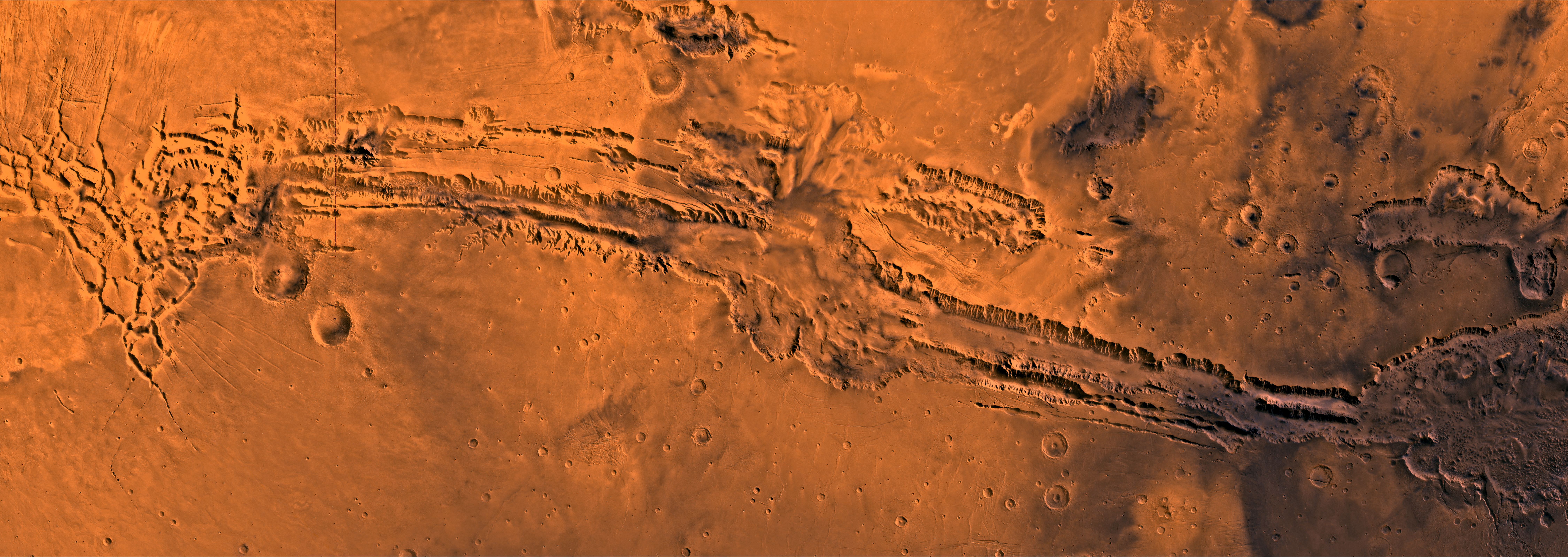
Valle Marineris, gran cañón en la superficie de Marte, con 4500 km (kilómetros) de largo y 11 km de profundidad.

La astrogeología, también llamada geología planetaria o exogeología, es la ciencia que estudia la geología de los cuerpos celestes —planetas y sus lunas, asteroides, cometas y meteoritos. 
Los científicos astrogeólogos han acuñado el término cuerpo planetario para designar a todos los cuerpos que cumplan con los siguientes criterios: 
1. Ser lo suficientemente masivos como para que la gravedad haga efecto y el cuerpo sea esférico.
2. Orbitar alrededor de una estrella o remanente de ésta (agujeros negros, estrellas de neutrones, enanas blancas).
3. Haber limpiado la vecindad de su órbita; es decir una dominancia orbital, significando que es el cuerpo dominante y que no hay otros cuerpos de tamaño comparable con excepción de  objetos bajo su influencia gravitacional.

Plutón solo cumple dos de estos tres criterios y por eso es considerado «planeta enano». Esta definición abarca tanto a planetas como a satélites, que son geológicamente iguales.
Eugene Shoemaker, quien introdujo la rama de astrogeología en el Servicio Geológico de los Estados Unidos, realizó importantes contribuciones en el campo y en el estudio de los cráteres de impacto, ciencia lunar, asteroides y cometas.
El envío de sondas espaciales a los diversos cuerpos planetarios de nuestro sistema solar a partir de los años sesenta está proporcionando valiosos datos, de cuyo análisis se deriva una revolución en el conocimiento geológico de nuestro propio planeta, acerca de cómo se formó y cual será el futuro que le espera. Así, la finalidad de la astrogeología es conocer la evolución de los planetas.

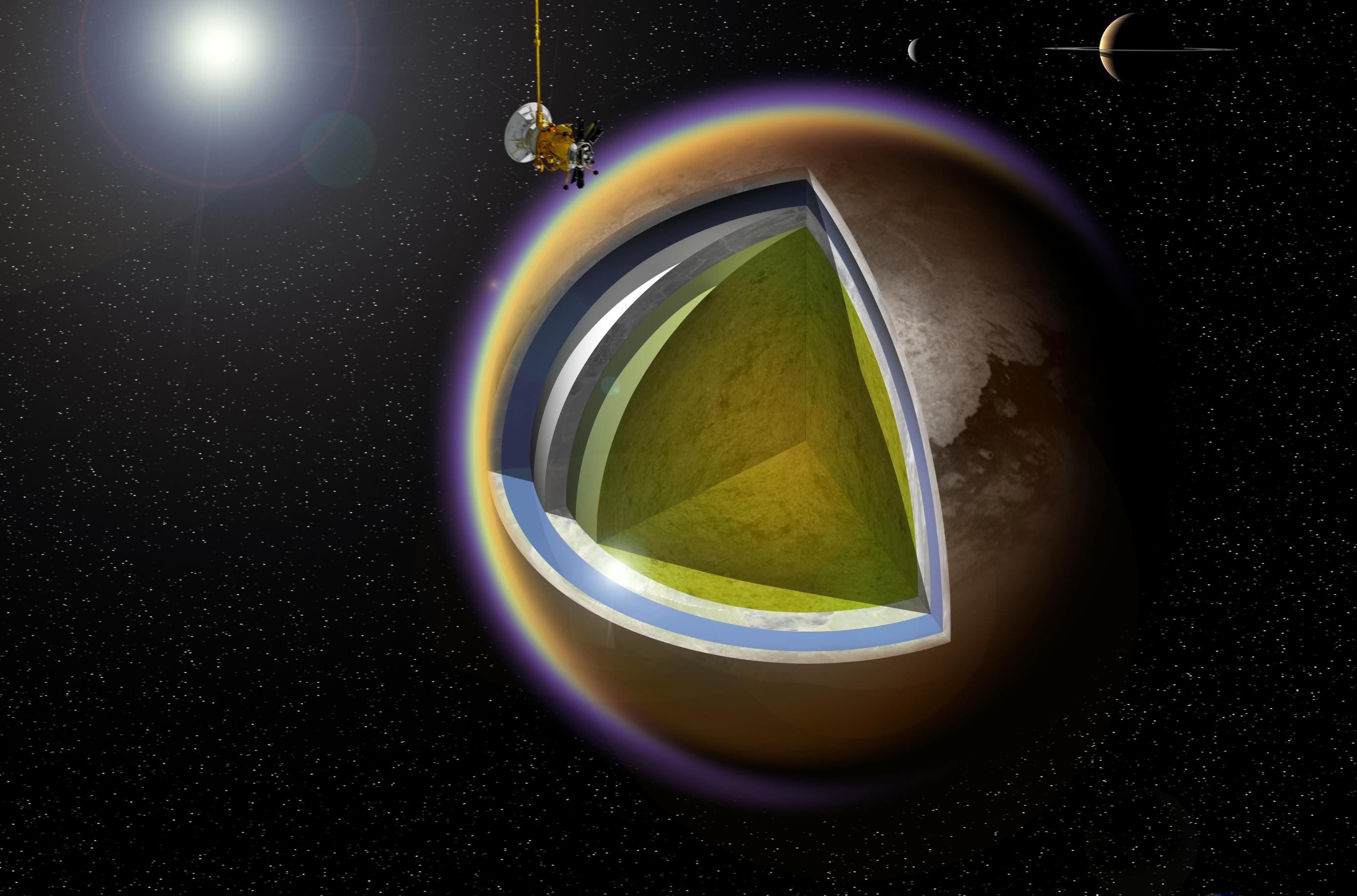
Titán, planeta secundario (luna de Saturno). Llamativo por tener una geología fría (90 K)basada en hidrocarburos y una posible existencia de vida extraterrestre bacteriana. La astrogeología estudiaría los procesos geológicos de planetas como este. Por otra parte Es la astrobiología la que estudiaría la vida extraterrestre